# Alexander John Ellis

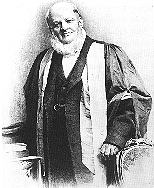
Alexander John Ellis

Alexander John Ellis (inne nazwisko: Alexander Sharpe) (ur. 14 czerwca 1814, zm. 28 października 1890) – angielski filolog i teoretyk muzyki. Był członkiem londyńskiego Society of Antiquaries. Opublikował: On Early English Pronunciation (1869–1889, 5 tomów), Practical Hints on the Pronunciation of Latin (1874) i przetłumaczył dzieło Hermanna von Helmholtza „Lehre von den Tonempfindungen”. Z uwagi na naukowe zainteresowanie dźwiękami i ich relacjami z muzyką i mową Alexander Ellis jest uznawany przez niektórych badaczy za pioniera i założyciela etnomuzykologii.